# Bergia
Bergia é um género botânico pertencente à família Elatinaceae.

## Espécies
Apresenta 48 espécies:
| - Bergia abyssinica - Bergia alsinoides - Bergia ammanioides - Bergia ammannioides - Bergia anagalloides - Bergia aquatica - Bergia arenaroides - Bergia aestivosa - Bergia auriculata - Bergia barklyana - Bergia capensis - Bergia decumbens - Bergia diacheiron - Bergia erecta - Bergia erythroleuca - Bergia glandulosa | - Bergia glomerata - Bergia glutinosa - Bergia guineensis - Bergia henshallii - Bergia herniarioides - Bergia integrifolia - Bergia koganii - Bergia mairei - Bergia mossambicensis - Bergia occultipetala - Bergia odorata - Bergia oryzetorum - Bergia palliderosea - Bergia pedicellaris - Bergia pentandra - Bergia pentheriana | - Bergia peploides - Bergia perennis - Bergia polyantha - Bergia prostrata - Bergia pusilla - Bergia repens - Bergia salaria - Bergia serrata - Bergia sessiliflora - Bergia spathulata - Bergia suffruticosa - Bergia texana - Bergia trimera - Bergia tripetala - Bergia verticillaris - Bergia verticillata |